# نوک‌شاخ خاکستری هندی
 نوک‌شاخ خاکستری هندی (نام علمی: Ocyceros birostris) نام یک گونه از تیره نوک‌شاخ است.